# Hivatali patkányok
A Hivatali patkányok (angolul: Office Space) 1999-es amerikai vígjáték, amelyet Mike Judge rendezett. A film a tipikus 1990-es évekbeli szoftvercég hétköznapjait szatirizálja, olyan személyekkel a középpontban, akik unják a munkájukat. A főszerepekben Ron Livingston, Jennifer Aniston, Gary Cole, Stephen Root, Ajay Naidu és Diedrich Bader láthatóak. A filmet Dallasban, illetve Austinban forgatták. A film Judge "Milton" című rajzfilmjén alapul. Ez volt az első élőszereplős filmje, illetve a második filmje, a Beavis és Butt-head lenyomja Amerikát után. A film eleinte bukás volt a pénztáraknál, de miután a Comedy Central többször is leadta, megugrottak a DVD-k eladásai, és kultikus film lett belőle.

## Szereplők
| Színész             | Szerep              | Magyar hang            |
| ------------------- | ------------------- | ---------------------- |
| Ron Livingston      | Peter Gibbons       | Görög László           |
| Jennifer Aniston    | Joanna              | Kökényessy Ági         |
| Stephen Root        | Milton Waddams      | Csuja Imre             |
| Gary Cole           | Bill Lumbergh       | Rosta Sándor           |
| John C. McGinley    | Bob Slydell         | Sinkovits-Vitay András |
| David Herman        | Michael Bolton      | Lippai László          |
| Ajay Naidu          | Samir Nagheenanajar | Szokol Péter           |
| Diedrich Bader      | Lawrence            | Galambos Péter         |
| Michael McShane     | Dr. Swanson         | Horkai János           |
| Richard Riehle      | Tom Smykowski       | Makay Sándor           |
| Alexandra Wentworth | Anne                | Bálint Sugárka         |
| Greg Pitts          | Drew                | Hegedüs Miklós         |
| Paul Willson        | Bob Porter          | Versényi László        |
| Todd Duffey         | Brian               | Minárovits Péter       |
| Orlando Jones       | Steve               | Welker Gábor           |
| Mike Judge          | Chotchkie főnök     | Wohlmuth István        |
| Joe Bays            | Dom Portwood        | Pálfai Péter           |

## Története
A film Mike Judge Milton című rövidfilm-sorozatán alapul. A filmekben a Milton nevet egy irodai dolgozó viseli. A filmeket leadták a Liquid Television című sorozatban, a Saturday Night Live-ban, illetve a Night After Night with Allan Havey című műsorban is. Mike Judge-nak volt egy ideiglenes munkája, melyben ábécésorrendbe kellett rendeznie a vásárlási megrendeléseket, illetve mérnökként is dolgozott három hónapig az 1980-as években,  innen jött az ihlet.
A 20th Century Fox főnöke, Peter Chernin megkereste Judge-ot, hogy szeretne filmet készíteni a Milton karakter alapján, akit Judge egyik kollégájáról mintázott.
Judge-nak akadt egy szomszédja, aki autószerelő volt. Nem csak több pénzt keresett, de a munkaideje is rendben volt, így Judge-nak úgy tűnt, hogy a férfit jobban érdekli az élet és a munka, mint Judge-ot magát. Ez a szomszéd ihlette Lawrence karakterét a filmben.
Judge megírta a forgatókönyvet a Texas királyai első évada után. Megmutatta azt a Fox elnökének, Tom Rothmannak, akinek nagyon tetszett a forgatókönyv. Ő "a legbrilliánsabb munkahely szatírának" tartotta, maga Judge viszont utálta a befejezést.

## Fogadtatás
A filmet 1999. február 19.-én mutatták be, és 4.2 millió dollárt hozott a pénztáraknál. A bevétel egyre csak fogyott, március végére, amikor csak 40.000 dollár volt a bevétel, a mozik eltávolították a filmet a műsorukról. Judge szerint a stúdió egyik embere kifejezetten a filmet hibáztatta, szerinte ugyanis "senki nem kíváncsi az átlag emberekről és az unalmas kis életükről szóló filmedre". Észak-Amerikában 10.8 millió dolláros bevételt hozott. Nemzetközi szinten további 2 millió dolláros bevételt hozott. 2006. február 12. óta pedig 6 millió DVD-t, Blu-ray-t és VHS-t adtak el.
A kritikusoktól pozitív kritikákat kapott. A Rotten Tomatoes oldalán 80%-ot ért el a 100-ból, és 6.84 pontot a tízből.
A Metacriticen 68 pontot ért el a százból. Az IMDb-n 7.7 pontot ért el a tízből, a Port.hu oldalán pedig 8.2 pontot ért el a tízből, 67 hozzászólás alapján.
Roger Ebert három csillaggal jutalmazta a négyből. Mick LaSalle, a San Francisco Chronicle kritikusa kiemelte Ron Livingston karakterét, Petert. A USA Today-ben Susan Wloszczyna a következőt írta: "ha már volt valaha munkád, jól fogsz szórakozni a filmen."
Az Entertainment Weekly kritikusa, Owen Gleiberman, a The Globe and Mail kritikusa, Rick Groen és a The New York Times kritikusa, Stephen Holden azonban nem voltak megelégedve a filmmel.
Az Entertainment Weekly "1983-2008 100 legjobb filmje" listáján a 73. helyre került.